# John Wikström
John Wikström, född 1903 i Boden (uppvuxen i Sunderbyn), död 5 februari 1991 i Gammelstad, var en svensk längdåkare som tävlade för Sunderby SK och Luleå SK under 1920-talet och 1930-talet.
Wikström deltog i två världsmästerskap och tog vid VM 1927 silver på 50 kilometer. Vid samma VM slutade han fyra på 18 kilometer. Vid VM 1934 i Sollefteå slutade han femma på 50 kilometer.
Förutom skidåkning var Wikström också aktiv inom cykel. Även lillebror Helge Wikström var en toppåkare inom längskidor.